# Equipo de Copa Hopman de Suiza
Los Suizo es una nación que ha competido en el torneo de la Copa Hopman en diez ocasiones, la primera en la tercera edición anual en 1991. Ganaron el torneo en 1992, 2001 y 2018 y también fueron subcampeones en 1996.

## Jugadores
Esta es una lista de los jugadores que han jugado para Suiza en la Copa Hopman.
| Npmbres            | Total G-P | Singles G-P | Dobles G-P | Primer año jugado | Número de años jugados |
| Belinda Bencic     | 11–3      | 5–2         | 6–1        | 2017              | 2                      |
| Roger Federer      | 20–8      | 10–4        | 10–4       | 2001              | 4                      |
| Ivo Heuberger      | 1–5       | 0–3         | 1–2        | 1999              | 1                      |
| Martina Hingis     | 21–6      | 14–0        | 7–6        | 1996              | 4                      |
| Jakob Hlasek       | 9–5       | 5–2         | 4–3        | 1991              | 3                      |
| Manuela Maleeva    | 11–7      | 6–3         | 5–4        | 1991              | 4                      |
| Claudio Mezzadri   | 2–2       | 1–1         | 1–1        | 1993              | 1                      |
| Marc Rosset        | 7–5       | 4–2         | 3–3        | 1996              | 2                      |
| Miroslava Vavrinec | 1–5       | 0–3         | 1–2        | 2002              | 1                      |